# Roland Hultgren
Lars Gösta Roland Hultgren, född den 17 maj 1939 i Jönköpings Sofia församling i Jönköpings län, är en svensk militär.

## Biografi
Efter studentexamen vid Försvarets läroverk i Uppsala 1962 avlade Hultgren marinofficersexamen vid Kungliga Sjökrigsskolan 1964 och utnämndes samma år till fänrik vid Karlskrona kustartilleriregemente (KA 2). Han befordrades till löjtnant 1966 och till kapten 1972. Åren 1974–1975 tjänstgjorde han vid staben i Södra militärområdet. Befordrad till major 1975 återvände han till KA 2 och befordrades 1979 till överstelöjtnant. Åren 1980–1984 tjänstgjorde han på Sjöoperativa avdelningen vid staben i Södra militärområdet och 1984–1985 var han stabschef vid Blekinge kustartilleriförsvar med KA 2. Han befordrades till överste 1985 och var 1985–1991 chef för KA 2. Hultgren lämnade Försvarsmakten 1994.
Roland Hultgren invaldes 1985 som ledamot av Kungliga Örlogsmannasällskapet. Han utträdde ur sällskapet 1999.